# Claude Genoud
Pour les articles homonymes, voir Genoud.
Claude Genoud, né le 21 décembre 1912 à Châtel-Saint-Denis et mort le 12 août 1988 à Charmey, est une personnalité politique suisse, membre du parti conservateur chrétien-social.

## Sources
- Georges Andrey, John Clerc, Jean-Pierre Dorand et Nicolas Gex, Le Conseil d’État fribourgeois : 1848-2011 : son histoire, son organisation, ses membres, Fribourg, Éditions La Sarine, 2012, 143 p. (ISBN 978-2-88355-153-4, lire en ligne), p. 85
- Annuaire officiel du canton de Fribourg
- Le Messager et La Gruyère (sept. 1950) au sujet de la date d'élection à la fonction de syndic.